# Svjatoslav III av Vladimir-Suzdal
Svjatoslav III av Vladimir-Suzdal, död 1249, var en rysk monark. Han var regerande storfurste av Vladimir från 1246 till 1249.